# Mala Lešnica
Mala Lešnica je naselje u Hrvatskoj u sastavu Grada Delnica. Nalazi se u Primorsko-goranskoj županiji.

## Zemljopis
Nalazi se na obalama rječice Kupice. Sjeverno je Krivac, sjeveroistočno su Iševnica i Donji Ložac i Pucak, jugozapadno su Donje Tihovo, Gornje Tihovo, Donji Turni, Raskrižje Tihovo, Marija Trošt, Gornji Turni, izvor rječice Kupice, park šuma Japlenški vrh, Delnice, zapadno-sjeverozapadno je Velika Lešnica, jugoistočno su Radočaj Brodski, Skrad i geomorfološki rezervat Vražji prolaz i Zeleni vir, Podstena, Kupjak i Zalesina. Južno je Dedin. Istočno je Planina Skradska.  

## Stanovništvo
| broj stanovnika | 52    | 53    | 46    | 46    | 41    | 47    | 45    | 37    | 22    | 18    | 17    | 13    | 9     | 9     | 2     | 8     | 7     |
|                 | 1857. | 1869. | 1880. | 1890. | 1900. | 1910. | 1921. | 1931. | 1948. | 1953. | 1961. | 1971. | 1981. | 1991. | 2001. | 2011. | 2021. |